# Margaret Bourke-Whiteová
Margaret Bourke-Whiteová (nepřechýleně Bourke-White; 14. června 1904, Bronx, New York – 27. srpna 1971) byla americká fotografka a fotožurnalistka, spoluzakladatelka časopisu Life. Byla první americká zahraniční fotografka, která mohla fotografovat sovětský průmysl, a první válečná zpravodajka ženského pohlaví (a první žena, které bylo povoleno pracovat v bojových zónách) a první fotografka pro časopis Henryho Luce Life, kde se její fotografie objevila na hlavní obálce. Zemřela na Parkinsonovu chorobu asi osmnáct let poté, co se u ní objevily první příznaky nemoci.

## Životopis
Narodila se v Bronxu v New Yorku. Od roku 1936 pracovala pro americký časopis Life, který spoluzakládala.

### Fotožurnalismus
Roku 1929 souhlasila s pozicí editora v časopise Fortune. Roku 1930 byla první fotografkou, která mohla vstoupit do Sovětského svazu.
Margaret Bourke-Whiteová podobně jako Dorothea Langeová nebo Walker Evans pořizovala burcující snímky lidí za americké hospodářské krize ve 30. letech i během 2. světové války.
Na přelomu třicátých a čtyřicátých let cestovala po Evropě aby zachytila nacismus v Německu, Rakousku a Československu a kolem roku 1941 také komunismus v Rusku.

### Druhá světová válka
Bourke-Whitová byla první válečná korespondentka a také první žena, která mohla pracovat ve válečné zóně.

## Inspirace
Margaret Bourke-Whiteovou se prý těsně po válce inspiroval také český fotograf Jan Saudek, když se setkal s americkými komiksy a časopisy.

## Výstavy
Její díla byla vystavena v září roku 2003 na výstavě s názvem Great Jewish-American Photographers, složenou z děl archivu časopisu Life a společnosti iPhotoart. Kromě Whitové se na výstavě objevila díla autorů: Alfred Eisenstaedt (1898–1995), Cornell Capa (1918–2008), Nat Fein (1914–2000), Dmitri Kessel (1902–1995), Ralph Morse (*1918), Joe Rosenthal (1911) a Paul Schutzer (1930–1967).

## Galerie

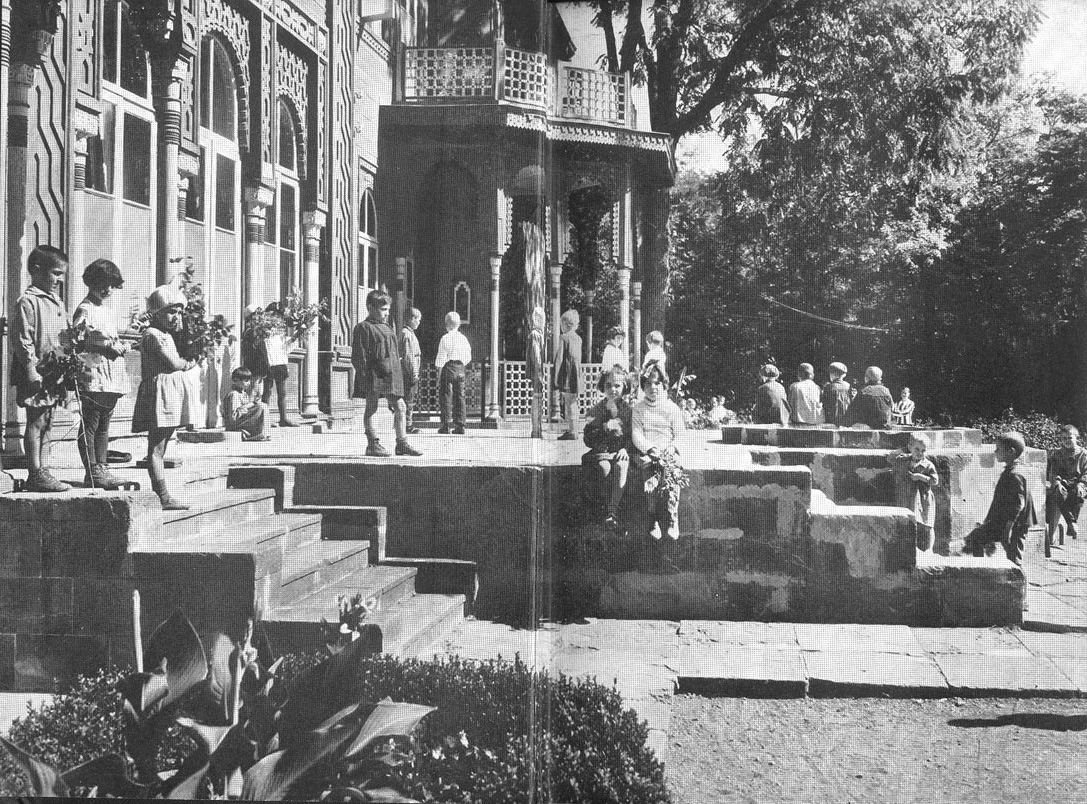
Red Medicine Socialized Health, SSSR
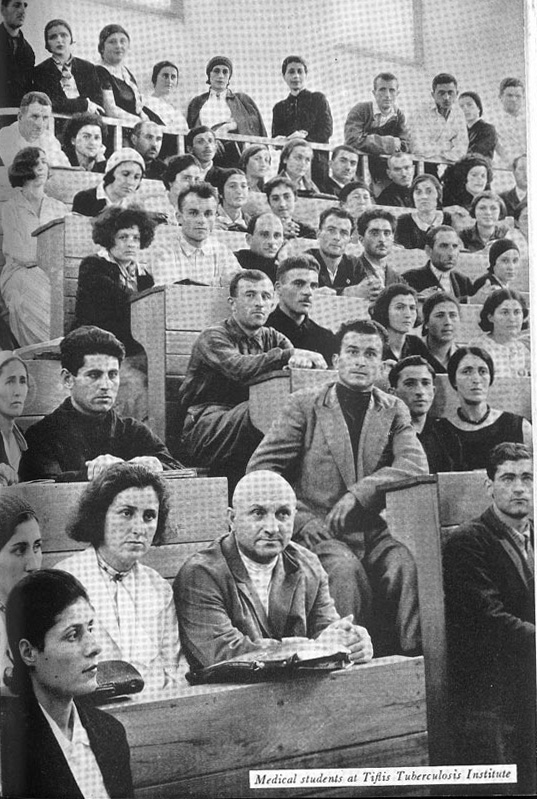
Red Medicine Socialized Health, SSSR
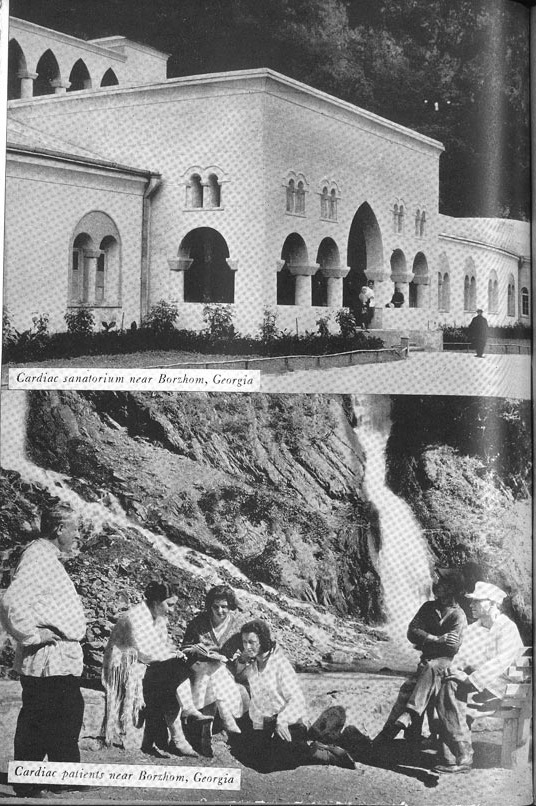
Red Medicine Socialized Health, SSSR
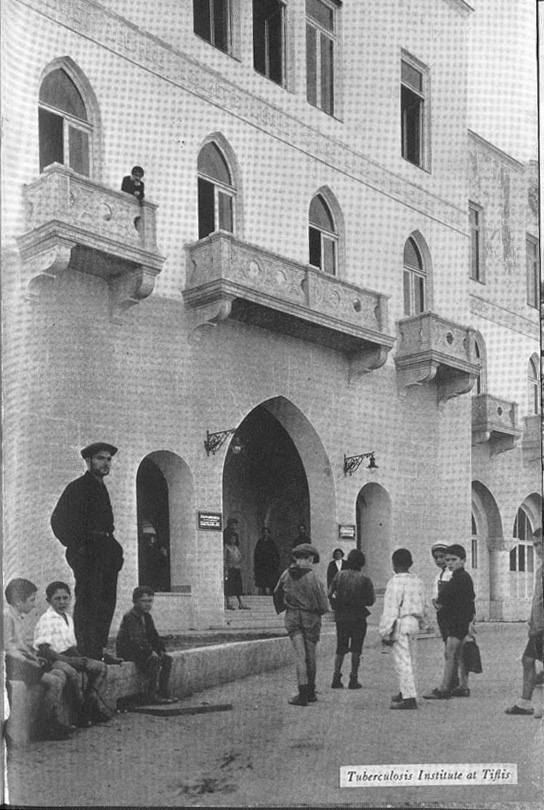
Red Medicine Socialized Health, SSSR
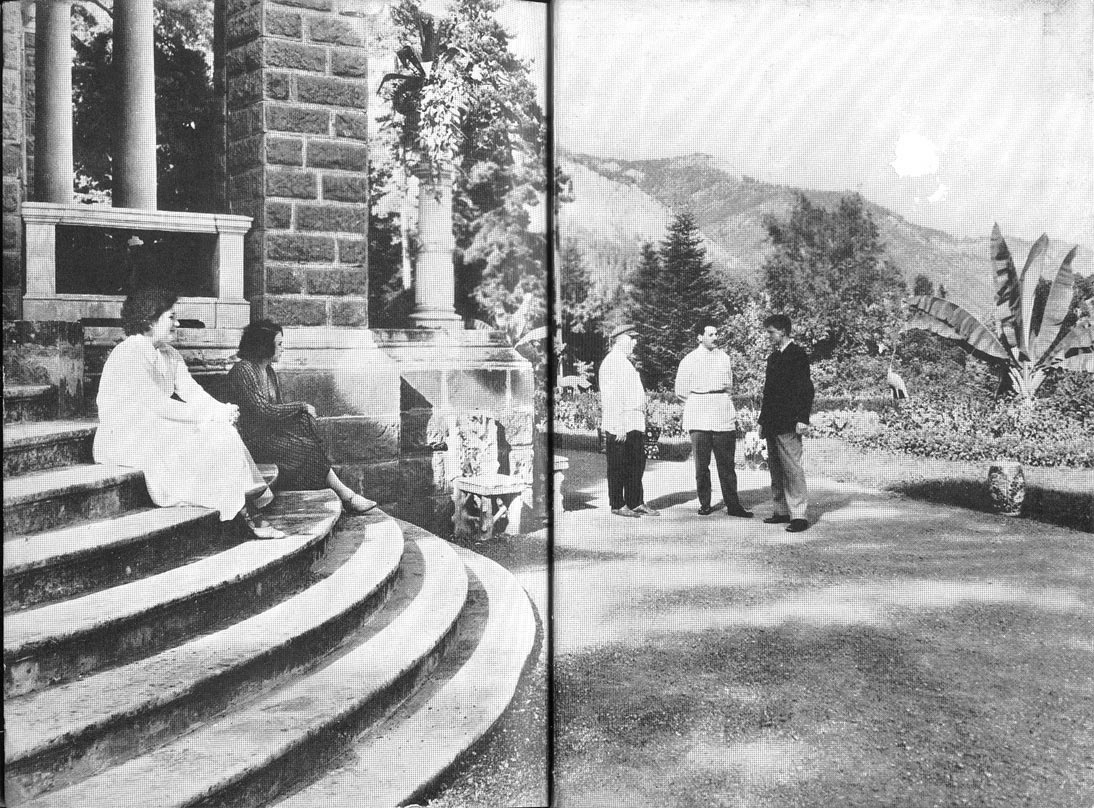
Red Medicine Socialized Health, SSSR
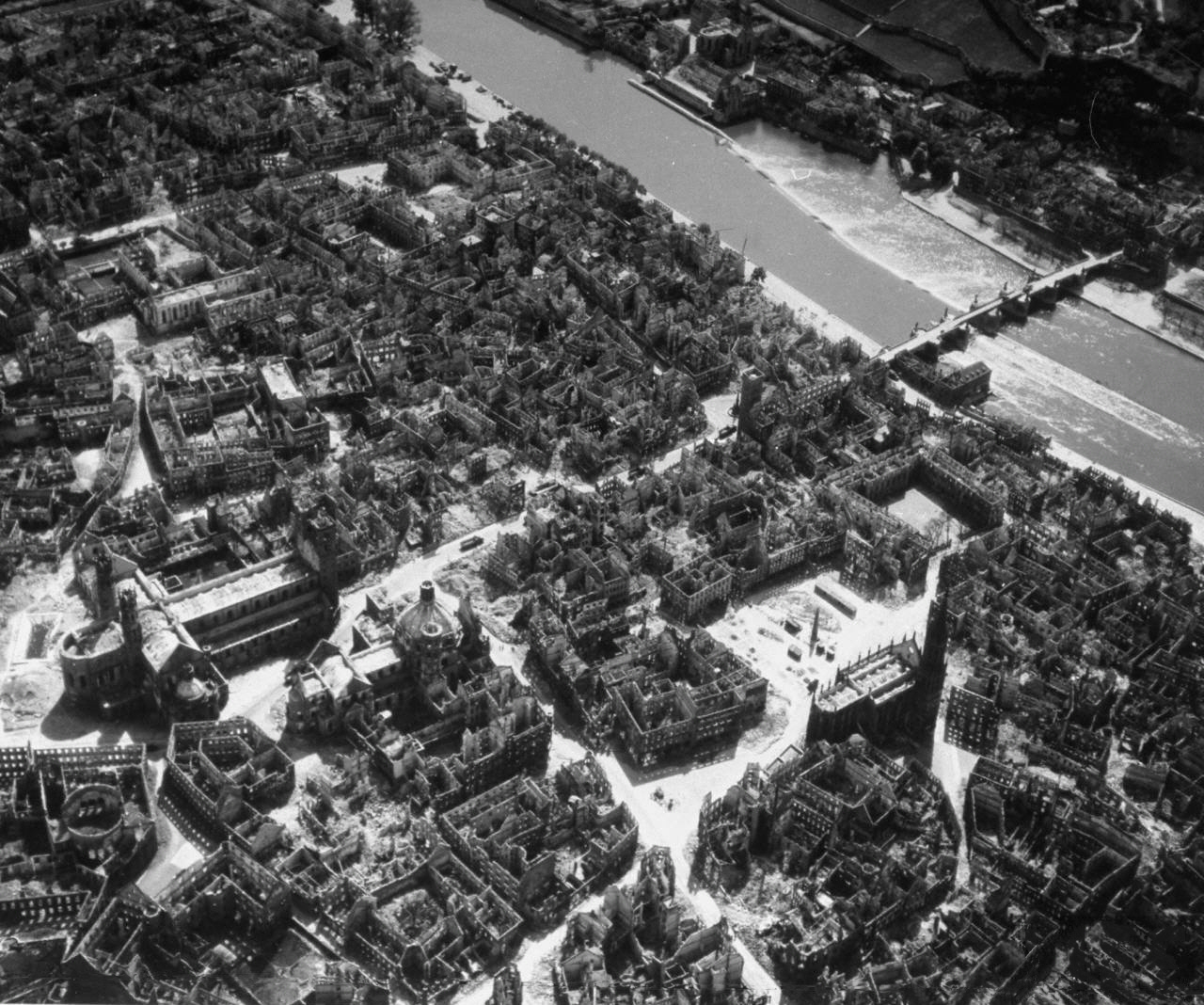
Würzburg Domstrasse, 1945
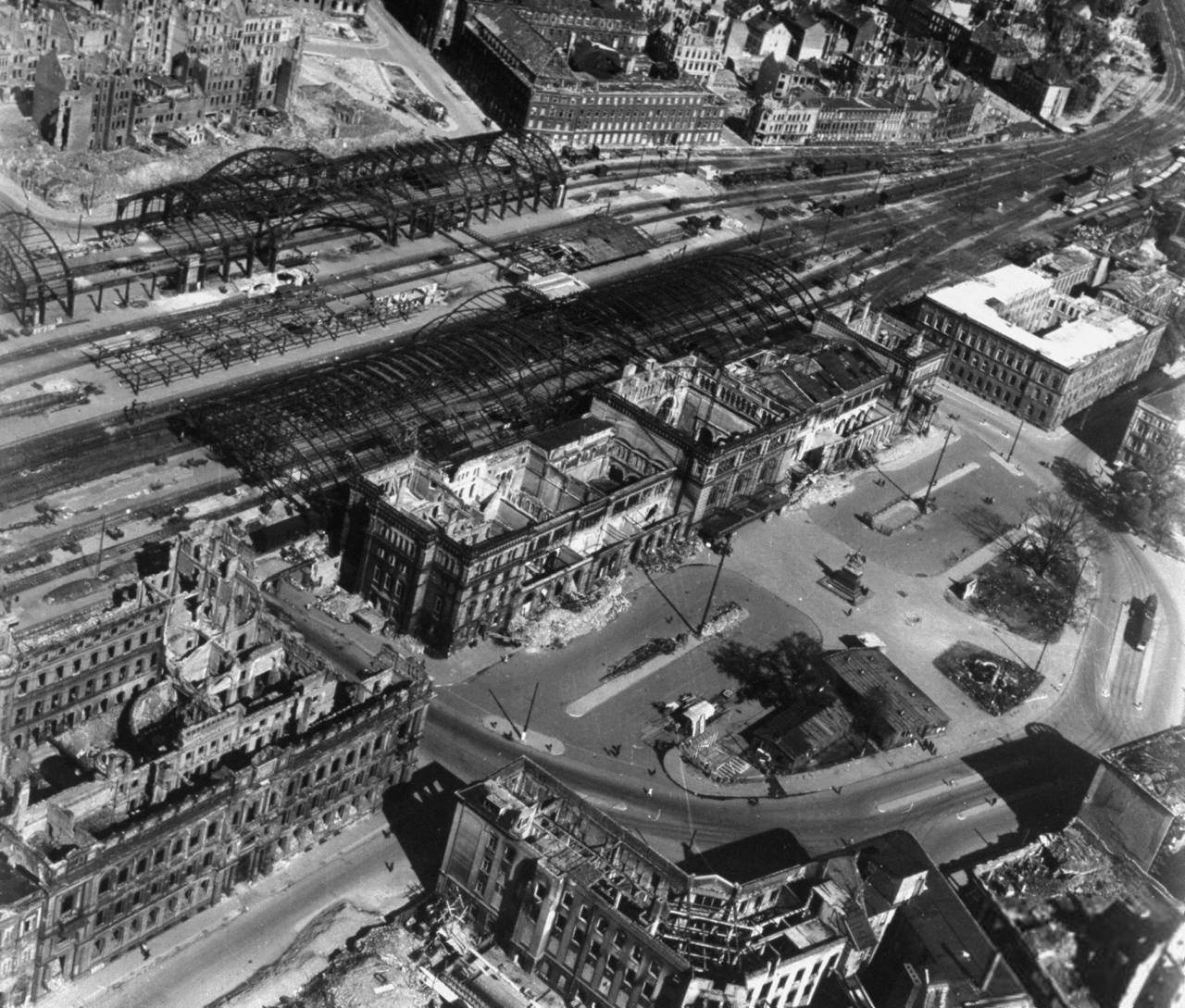
Hannover, nádraží, 1945
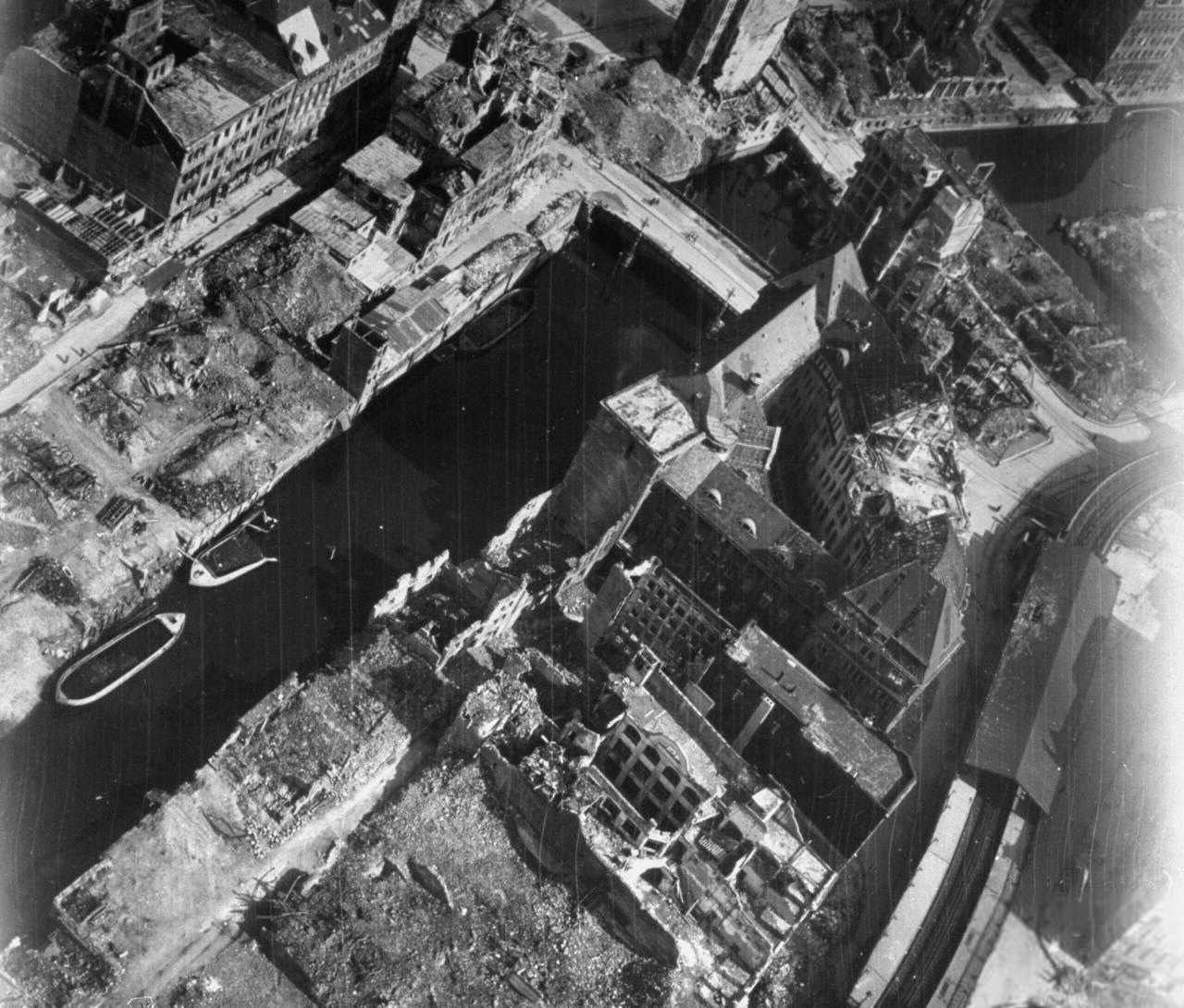
Hamburg Rödingsmarkt, 1945
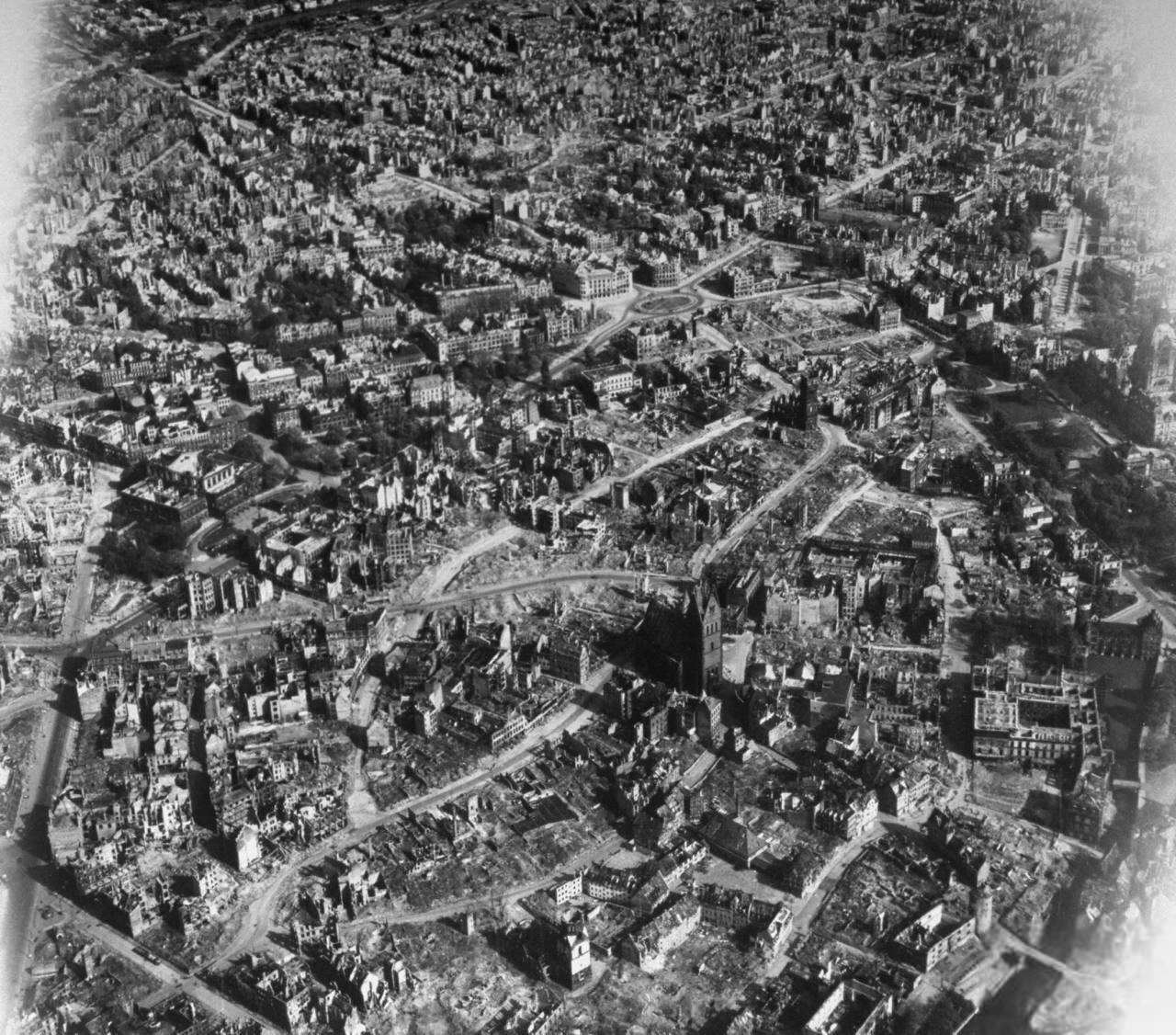
Hannover Innenstadt, 1945
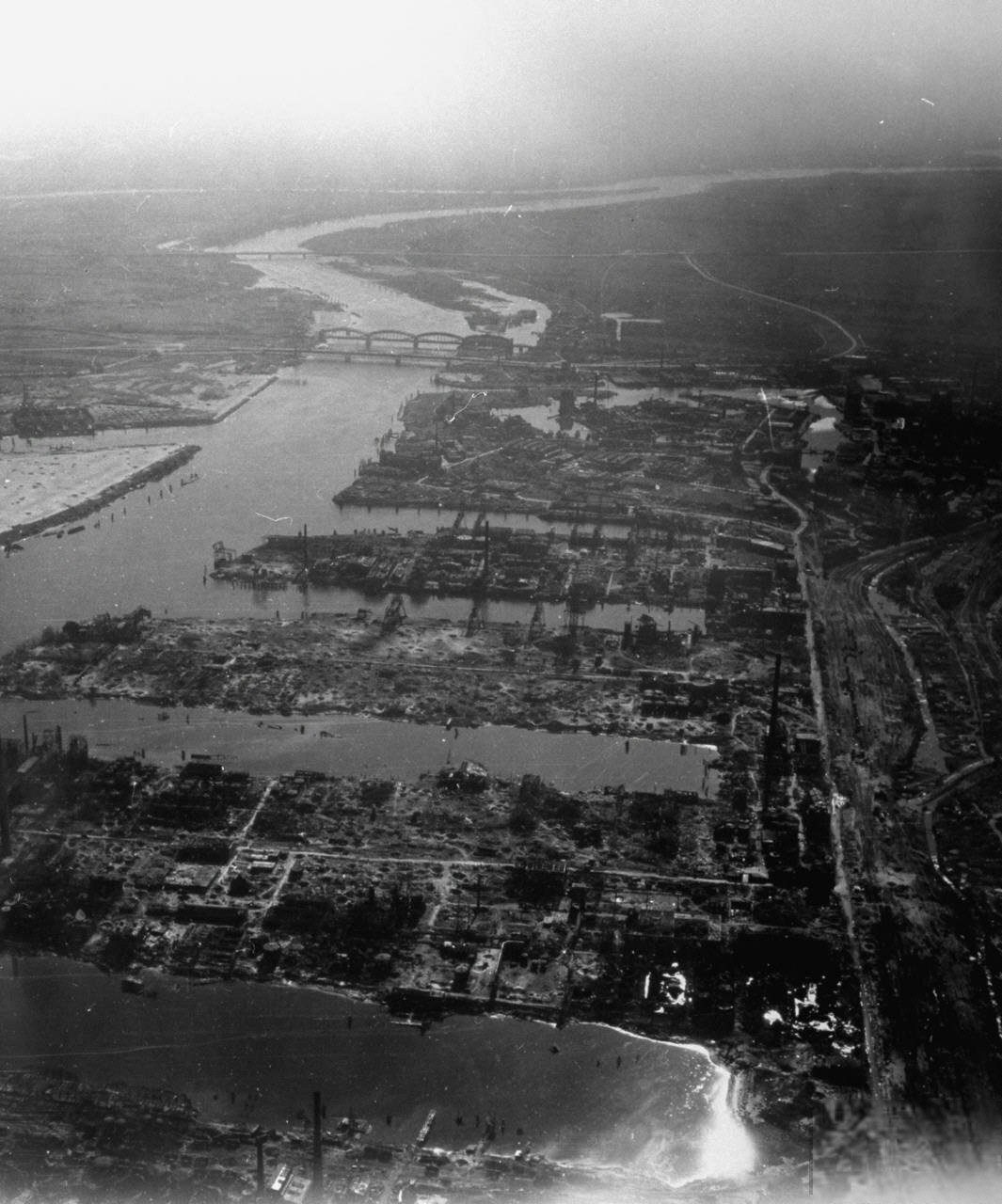
Harburg Seehafen, 1945
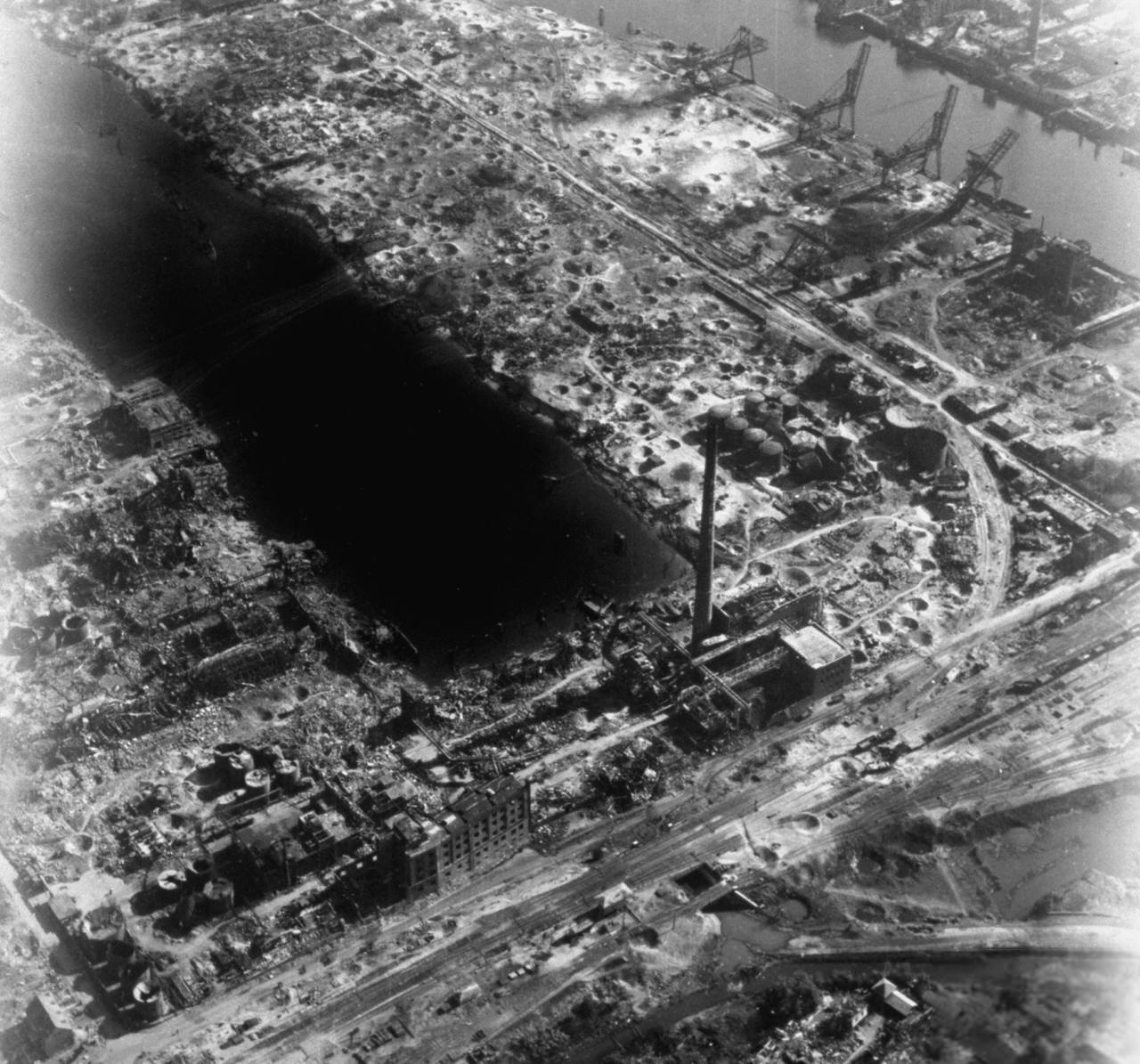
Harburg Seehafenstrasse, 1945

## Publikace
Díla Margaret Bourke-Whitové
- You Have Seen Their Faces (1937; spoluautor: Erskine Caldwell) ISBN 0-8203-1692-X
- North of the Danube (1939; spoluautor: Erskine Caldwell) ISBN 0-306-70877-9
- Shooting the Russian War (1942)
- They Called it „Purple Heart Valley“ (1944)
- Halfway to Freedom; report o nové Indii (1949)
- Interview with India, 1950
- Portrait of Myself (1963) ISBN 0-671-59434-6
- Dear Fatherland, rest quietly (1946)
- The Taste of War (výběr z předchozích děl, editor: Jonathon Silverman) ISBN 0-7126-1030-8
- Say, Is This the USA? (opět vydáno roku 1977) ISBN 0-306-77434-8
- The Photographs of Margaret Bourke-White ISBN 0-517-16603-8

Fotografické biografie a sbírky o Margaret Bourke-Whitové
- Margaret Bourke-White: Photography of Design, 1927–1936 ISBN 0-8478-2505-1
- Margaret Bourke White ISBN 0-8109-4381-6
- Margaret Bourke-White: Photographer ISBN 0-8212-2490-5
- Margaret Bourke-White: Adventurous Photographer ISBN 0-531-12405-3
- Power and Paper, Margaret Bourke-White: Modernity and the Documentary Mode ISBN 1-881450-09-0
- Margaret Bourke White: A Biography by Vickie Goldberg (Harper & Row: 1986) ISBN 0-06-015513-2